# 신두구 (싱타이시)
신두구(한국어: 신도구, 중국어 간체자: 信都区, 병음: Xìndū Qū)는 중화인민공화국 싱타이시의 행정구역이다. 넓이는 96km2이고, 인구는 2007년 기준으로 350,000명이다.

## 행정 구역
8개 가도, 2개 향을 관할한다.
- 가도: 鋼鐵路街道辦事處, 中興路街道辦事處, 達活泉街道辦事處, 張寬街道辦事處, 金牛街道辦事處, 中華路街道辦事處, 團結路街道辦事處, 泉西街道辦事處
- 향: 南大郭鄉, 李村鄉